# 萧剑飞
萧剑飞（1917年—1993年1月16日），男，江苏沛县人，中华人民共和国军事人物，中国人民解放军少将，曾任中国人民解放军总参谋部作战部副部长，军委办公厅主任，南京高级陆军学校校长。